# Мандрия (окръг Пафос)
Вижте пояснителната страница за други значения на Мандрия.
Мандрия (на гръцки: Μανδριά, Мандря̀) е село в Кипър, окръг Пафос. Според статистическата служба на Република Кипър през 2001 г. селото има 360 жители.
Намира се на 2 км източно от Тими.